# Zana Mogo
Zana Mogo är en ort i Burkina Faso.   Den ligger i provinsen Province du Bam och regionen Centre-Nord, i den centrala delen av landet, 150 km norr om huvudstaden Ouagadougou. Zana Mogo ligger 330 meter över havet och antalet invånare är 976.
Terrängen runt Zana Mogo är mycket platt. Runt Zana Mogo är det ganska tätbefolkat, med 52 invånare per kvadratkilometer.. Närmaste större samhälle är Gondékoubé, 8,5 km söder om Zana Mogo.
Trakten runt Zana Mogo består i huvudsak av gräsmarker.